# Отава (племе)
Вижте пояснителната страница за други значения на Отава.
Отава (на английски: Ottawa) е северноамериканско индианско племе от групата анишинабе на Алгонкинското езиково семейство, което в началото на колониалния период живее в района около езерото Хюрън, главно по бреговете на Френч Ривър и на остров Манитулин. Малобройно племе, може би около 8000 души преди контакта с европейците, отава играе важна роля в историята на Северна Америка. Техният велик военен вожд Понтиак обединява индианците от района на Големите езера през 1763 г. в мощен съюз насочен срещу британците. За кратко време индианската войска успява да превземе и унищожи 9 от 12те британски крепости западно от Апалачите.
В годините след въстанието на Понтиак племето се разпръсва и с течение на времето се образуват няколко обособени групи, които днес в началото на 21 век са федерално признати племенни образувания, които съставят племето отава.

## Име
Името отава идва от алгонкинската дума „одауе – търговия“ и се отнася до ролята на племето като търговски посредник в междуплеменната търговия и в търговията с европейците. Други варианти на името са: атауауа, одауа, отауак, отауа, тауа и утауауеа. Самите те се наричат нешнабек – хора. На хуроните са познати под името „андатахорат или ондатонуат“, мохоките ги наричат „деуагуна“, а останалите ирокези „уаганаи или уаганис“. Абенаките ги наричат „удоуо“, оджибуейте – „уатауауининиуок“, пенобскот – „удауак“.

## Подразделения и политическа организация
Около 1615 г. селата им са концентрирани главно на остров Манитулин като всяко село образува отделна, почти автономна група. Групите са организирани в 4 или 5 подразделения:
- Кайноч
- Кискакон (Кишкакон)
- Насауакетон
- Сейбъл
- Синаго (Аконапи)

Според Антоан дьо ла Мот Кадилак, комендант на Детройт, през 1701 г. отава има само 4 подразделения:
- Кискакон
- Синаго
- Сейбъл
- Насоакетон

Всяко подразделение се състои от по няколко групи, ръководени от вожд. Липсва върховен племенен вожд, но има племенен съвет, който се събира да решава всякакви въпроси, касаещи цялото племе.

## Култура
Отава е типично племе от района на Големите езера. Живеят в постоянни, понякога укрепени села от малки дълги домове покрити с кора. През зимата малки ловни групички напускат селата и се отправят към различни ловни райони. През пролетта групите се завръщат по селата, за да отглеждат земеделски култури. Работата е разделена равномерно между половете. Мъжете ловуват и се грижат за сигурността, а жените събират диви растителни храни, грижат се за нивите и домакинството, и събират кленов сироп. Мъжът може да има повече от една жена, обикновено сестра на първата. За да станат обаче мъже момчетата трябва да се сдобият с дух – помощник по време на пубертета като търсят видение в изолиран район и пазят строг пост. Дрехите им са изработвани от еленови кожи и са богато украсени с бои и орнаменти. Татуировките и носенето на различни украшения от мед, черупки и камъчета са широко използвани. По реките и езерата пътуват с канута от брезова кора. Мъртвите са или кремирани, или погребвани, или полагани на дървено скеле. Опечалените роднини почернят лицата си и спазват някои ограничения.

## История
Някъде около 1400 г. отава, заедно с оджибуей и потауатомите идват до източния бряг на езерото Хюрън от изток. Докато оджибуейте и потауатомите продължават на запад към Солт Сейнт Мери, отава остава близо до устието на Френч Ривър и на по-големите острови в езерото Хюрън, където през 1615 г. ги среща Самюел дьо Шамплейн.
Още от самото начало Шамплейн забелязва, че племето има достъп до огромни количества кожи, придобити най–вече чрез търговия с племената на север и на запад. През 1651 г., отава заедно с виандотите напускат Макинак, бягайки от ирокезите и се преместват в Грийн Бей. По това време уинебаго са почти унищожени от междуплеменните войни и не могат да се противопоставят на новите натрапници в родината им. Въпреки че отиват толкова далеч на запад, отава и виандот са атакувани от ирокезите през 1652 г. и 1653 г. След нови атаки през 1655 г. двете племена напускат Грийн Бей. През 1658 г. виандотите се преместват до езерото Пепин, а отава на Лак Корт Ореалс и в оджибуейските села Чикуамегон и Киуиноу на южния бряг на Горното езеро. През 1661 г. виандотите изоставят езерото Пипин и се присъединяват към отава в Чикуамегон. През 1662 г. обединените оджибуей, отава, ниписинг и виандот унищожават голяма ирокезка военна сила западно от Солт Сейнт Мери. След това поражение ирокезите никога повече не атакуват отава и виандот, докато двете племена живеят на Горното езеро.
Когато в Чикуамегон идват йезуитите през 1669 г., те заварват целия регион опустошен от болести, глад и войни. Голямата конкуренция за ресурси в района на Грийн Бей принуждава племената да се бият помежду си за малкото, което е останало. Чрез посредничеството на французите, войните между племената са прекратени и вместо да воюват, индианците започват да ловуват масово, за да задоволят големия глад за кожи на европейците. В резултат на този мащабен лов, за кратко време всички животни в региона са унищожени. Търсейки нови ловни територии, племената от Грийн Бей се сблъскват с мощните дакота на запад. Този конфликт засяга и отава и виандот от Горното езеро. Йезуитите виждат, че Чикуамегон вече не е безопасен и успяват да убедят двете племена да се преместят близо до новата йезуитска мисия при пролива Макинак. Мисията е унищожена от сенеките през 1671 г., след което отново е възстановена. След 1667 г. някои групи отава се завръщат на остров Манитулин. През 1670 г. британците построяват търговски пост на Хъдсън Бей и криите започват да търгуват там. Лишени от своите основни доставчици на кожи, отава започват да се снабдяват с тях от оджибуейте. Това принуждава оджибуейте да разширят територията си на запад за сметка на асинибойните. Така от 1685 г. всички кожи, които пристигат в Монреал, идват от отава и оджибуей. Междувременно сенеките отново атакуват Макинак през 1683 г., но неуспехът им при форт Сан Луис в Илинойс на следващата година слага повратна точка в Бобровите войни 1629-1701. Французите решават, че моментът за офанзива срещу ирокезите е настъпил, и започват организирането на голям индиански алианс в района на Големите езера. Отава става най–важният участник в този съюз, който от 1687 г. преминава в настъпление. До 1690 г. алиансът изтласква ирокезите обратно към Ню Йорк, където последните заемат отбранителна позиция.
През 1701 г., за да държат индианския алианс заедно, французите основават новия търговски пост Форт Пончартрен в Детройт и приканват племената да се заселят около него. За кратко време районът около форта става пренаселен и между отделните племена избухват конфликти. Положението се утежнява още повече, когато около 1000 фокси и техни приятели кикапу и маскутен пристигат в Детройт. Заради голямата конкуренция за наличните ресурси, останалите племена искат от французите да изгонят новодошлите, но те не обръщат внимание и племената взимат решението в свои ръце. През пролетта на 1712 г. отряд потауатоми и отава напада ловна група на маскутен в Долен Мичиган. Този конфликт слага началото на Първата война фокс (1712 – 1716).
От 1717 г., отава и оджибуеите, които живеят до този момент в Сагеней, започват да търгуват с британците. След отварянето на нов британски пост в Осуиго през 1727 г., някои отава се преместват близо до него. От следващата година различните групи отава поемат по свои пътища. Живеещите в Детройт стават господстващо племе в района и най–лоялни френски съюзници. Техни воини по-късно нахлуват на юг в земите на чероките и чикасо. По време на Войната на крал Джордж (1744 – 1748), много отава от Детройт отиват на изток да помагат на французите. Техни войни, водени от Понтиак, участват в разгрома на генерал Брадок през 1755 г. По време на обсадата на Форт Уилям Хенри през 1757 г., някои от тях се заразяват с едра шарка и по-късно отнасят заразата в родината си. След установяването на британския контрол над Северна Америка, много от бившите френски съюзници започват да негодуват от новата власт. Недоволството избухва във Въстанието на Понтиак през 1763 г. Вождът вярва, че може да обедини стария френски алианс, който да изгони британците и да възстанови френското управление. Повечето племена от региона се присъединяват към въстанието. Индианската войска успява да превземе 9 от 12-те британски крепости западно от Апалачите, но неуспехът при обсадата на Детройт убива бойния дух на индианците. Едно по едно племената напускат алианса и сключват мир с британците. Накрая, Понтиак остава да се бори само със своите Отава. През 1766 г. вождът сключва примирие с британците и се мести на река Канкаки в северен Илинойс. През 1769 г. Понтиак е убит от един воин пеория в Кахокия.
Влиянието на отава като водещо племе пада рязко след въстанието, но възмутени от подлото убийство на изтъкнатия вожд, племената от стария алианс отново се обединяват, за да отмъстят за убийството не само на пеория, а и на всички илиной. След тази отмъстителна война илиной са почти унищожени. Оцеляват около 300 от тях, които намират убежище при французите в Каскаския, а победителите си разпределят земите им.
Отава в Макинак все повече се сближава с оджибуейте. През 1741 г. те се местят в земите между Литъл Травърс Бей и Гранд Ривър, а някои дори пресичат езерото Мичиган и се установяват в югоизточен Уисконсин.
След установяването на британския контрол в региона, селищата бързо започват да се движат на запад. До 1795 г. племената, които все още се борят да запазят земите си, са изтикани встрани от пътя на бялата цивилизация. Новите Съединени щати разширяват териториите си на запад до Мисисипи, а през 1803 г. получават и Френска Луизиана. През ноември 1807 г. в Детройт, племето отава, оджибуеите и потауатомите отстъпват 7 милиона акра земя в югоизточен Мичиган на САЩ. Тези, които са против това, се присъединяват към Текумзе през 1811 г. След убийството на Текумзе през 1813 г. идва и краят на борбата на племената от района на Големите езера. През септември 1817 г. отава се разделя с поредното парче земя в Охайо в замяна на два резервата от общо 34 кв. мили. По същото време са отнети земи и от другите групи на племето. През 1831 г. отава в Охайо продават резерватите си и се съгласяват да се преместят в Канзас. През 1833 г. отава и оджибуей, живеещи западно от езерото Мичиган се присъединяват към прерийните потауатоми, като отстъпват и последната си земя в Илинойс и Уисконсин. Заедно двете племена се местят в западна Айова. След 1846 г. напускат Айова и отиват в Канзас. Групите, които остават в Мичиган, отстъпват по–голямата част от земите си през 1836 г. и 1855 г. През 1867 г. отава, които са събрани в Канзас, отстъпват земята и се местят в Оклахома, на земя, закупена от шоуните.

## Отава в началото на 21 век
Днес отава живеят разпръснати в няколко резервата в Канада и САЩ, които споделят с някои групи оджибуеи. Общата численост на племето е около 14 000 души, като около 4000 от тях са част от 5 Първи нации в Канада:
- Кокбърн Айлънд Първа нация
- Шешегуанини Първа нация
- Уолпол Айлънд Първа нация
- Уест Бей Първа нация
- Уикуемиконг Първа нация

В САЩ федерално признатите групи отава са 7:
- Бърт Лейк (отава и чипеуа)
- Обединените Бакуитиг оджибуей и макинак
- Гранд Ривър
- Гранд Травърс (отава и чипеуа)
- Литъл Ривър
- Литъл Травърс Бей
- Отава племето на Оклахома